# طباعة حجرية نانوية
يشير مصطلح الطباعة الحجرية النانوية(بالإنجليزية: Nanolithography)‏إلى عملية تصنيع الهياكل والأجسام على المستوى النانوي، ونقصد بتلك الهياكل كل النماذج ذات أحد الأبعاد الجانبية على الأقل يتراوح حجمها بين ذرةٍ واحدةٍ و100 نانومتراً تقريباً. حيث تستخدم الطباعة الحجرية النانوية في أثناء عملية تصنيع دارات أشباه الموصلات المتكاملة (بالإنجليزية: semiconductor integrated circuits)‏ (دوائر النانو) (بالإنجليزية: nanocircuitry)‏ أو في تصنيع الأنظمة النانوية الكهروميكانيكية (بالإنجليزية: nanoelectromechanical systems)‏.
ومن ثم تمثل الطباعة الحجرية النانوية ذلك الفرع من تقانة الصغائر، والذي يتناول دراسة وتطبيق الهياكل النانوية ومنها دارات أشباه الموصلات (بالإنجليزية: semiconductor circuit)‏.
حيث أصبح مجال الطباعة النانوية الحجرية مجالاً خصباً وثرياً للبحث الأكاديمي والصناعي منذ عام 2007 م.

## الطباعة الحجرية الضوئية
(بالإنجليزية: طباعة ضوئية)‏
للطباعة الحجرية البصرية، وهي ذلك النموذج التقني السائد منذ ظهور عصر أشباه الموصلات، القدرة على إنتاج نماذجٍ ثانويةٍ بمقياس 100 نانومتر من خلال استخدام أطوال الموجة القصيرة جداً very short wavelengths (وحالياً وصلت مقاييس تلك النماذج إلى 193 نانومتر). إلا أن الطباعة النانوية البصرية ستتطلب استخدام تقنيات غمر السائل (بالإنجليزية: immersion lithography)‏ وحشد لتعزيز الانحلال (قناع المرحلة المؤقتة (بالإنجليزية: phase-shift mask)‏، تصحيح التقارب الضوئي (بالإنجليزية: optical proximity correction)‏) عند عقدة الـ 32 نانومتر. كما يعتقد معظم الخبراء أن الطباعة الحجرية البصرية التقليدية لن تكون مؤثرة التكاليف عندما تقل عن 22 نانومتر. حيث أنه عند تلك النقطة، يمكن أن يحل محلها أساليب تقانة الجيل الجديد للطباعة الحجرية (بالإنجليزية: next-generation lithography)‏.

## أساليب أخرى لتقانة الطباعة الحجرية النانوية
- قد تمتد  الطباعة النانوية بالأشعة السينية  (بالإنجليزية: X-ray lithography)‏ لتشمل إحلالاً بصرياً (بالإنجليزية: an optical resolution)‏ على مقياس 15 نانومتر من خلال استخدام أطوال الموجة القصيرة لـ واحد نانومتر وذلك بهدف الإنارة. ويتم تنفيذ هذا من خلال استخدام نهج طباعة التقريب (بالإنجليزية: proximity printing approach)‏. كما تم تطوير هذا الأسلوب إلى مدى معالجة الكمية. حيث يعتمد امتداد تلك الطريقة على أشعة إكس الخاصة بالمجال القريب الموجود بحيود فرينل (بالإنجليزية: Fresnel diffraction)‏: حيث تعد صورة feature القناع الواضحة «مصغرة» من خلال التقرب من الرقاقة القائمة بالقرب من «الحالة الحرجة». حيث تقرر هذه الحالة فجوة القناع للرقاقة (بالإنجليزية: mask-to-wafer gap)‏ وتعتمد على كلٍ من الحجم وصورة وضوح القناع بالإضافة إلى الطول الموجي. وهذه الطريقة بسيطة حيث أنها لا تتطلب استخدام عدساتٍ.
- طريقة pitch resolution enhancement والتي تعبر في الحصول على القبول تمثل عملية زخرفةٍ مزدوجةٍ (بالإنجليزية: double patterning)‏. ويزيد هذا الأسلوب من كثافة الصورة من خلال طباعة صورةٍ جديدةٍ فيما بين الصور التي تم طباعتها مسبقاً على نفس الطبقة. وهي تعد طريقةً مرنةً نتيجة أن يمكن تعديلها لتستخدم لأي واجهةٍ أو أسلوب زخرفةٍ. وهنا يتم تقليل حجم الصورة من خلال استخدام أساليب الطباعة الغير حجرية ومنها التنميش أو الكشط (بالإنجليزية: etching)‏ أو الفواصل الجدارية (بالإنجليزية:  sidewall spacers)‏.
- ويتسم العمل على أداة الطباعة الحجرية الغير مقنَّعة  البصرية (بالإنجليزية:  optical maskless lithography)‏ بالتقدم والتطور. حيث تستخدم تلك الأداة شعاع المرآه الدقيق الرقمي (بالإنجليزية:  digital micro-mirror array)‏ بهدف التعامل أو التلاعب مع الشعاع المنعكس بدون الحاجة إلى قناعٍ متداخلٍ. إلا أن الإنتاجية بطبيعتها تكون منخفضةً، إلا أن التخلص من تكلفة الإنتاج المرتبط بالقناع – والتي تتزايد باطرادٍ مستمرٍ مع كل تقدمٍ تكنولوجيٍ جديدٍ- تعني أن مثل ذلك النظام قد يكون أكثر تأثيراً من ناحية التكلفة في حالة الإنتاج الصغير لدولة دوائر الفن، كما هو الحال في معامل الأبحاث، حيث لا تمثل إنتاجية الأداة أي اهتمامٍ هناك.
- إلا أن أكثر تقنية عامة للطباعة الحجرية النانوية تتمثل في طباعة الكتابة المباشرة بشعاع الالكترون  (بالإنجليزية: Electron-Beam Direct-Write Lithography)‏، والتي تقوم على استخدام شعاع الإلكترونيات بهدف إنتاج نموذج – والذي عادةً ما يستخدم في المقاومة البوليمرية ومنها مثلاً Poly methyl methacrylate (بالإنجليزية:  Poly methyl methacrylate)‏.
- في حين تمثل الطباعة الحجرية بالأشعة فوق البنفسجية الشديدة (بالإنجليزية: Extreme ultraviolet lithography)‏ إحدى صور الطباعة الحجرية البصرية باستخدام أطوال الموجات فوق القصيرة (والتي تصل إلى 13.5 نانومتر). ومن ثم فهي تعد أكثر اساليب تقانة الجيل الجديد للطباعة الحجرية (بالإنجليزية: next-generation lithography)‏ شيوعاً.
- كما تعد الطباعة الحجرية باستخدام الجسيمات المشحونة (بالإنجليزية:  Charged-particle lithography )‏، ومنها مثلاً الطباعة الحجرية بقذف الأيون أو الإلكترون (بالإنجليزية:  ion- or electron-projection lithography)‏ (PREVAIL, SCALPEL, LEEPL)، إنتاج زخارفٍ ذات درجة صفاءٍ ودقةٍ عاليةٍ جداً. حيث تستخدم تقنية الطباعة الحجرية بأشعة الأيون (بالإنجليزية: Ion beam lithography)‏ الأشعة المركزة أو العريضة للأيونات النشطة خفيفة الوزن (ومنها He+) بهدف نقل الرسم إلى السطح. كما يمكن أن ينتقل استخدام الطباعة الحجرية باستخدام تقريب أشعة الأيون (بالإنجليزية:  Ion Beam Proximity Lithography)‏ على المستوى النانوي على الأسطح الغير مستوية.[1]
- في حين تستخدم لطباعة الحجرية باستخدام الجسيمات المحايدة (بالإنجليزية:  Neutral Particle Lithography)‏ شعاعاً عريضاً من الجسيمات المحايدة النشطة بهدف نقل الزخرفة أو الرسم على السطح.[2]
- هذا وتعد الطباعة الحجرية بالبصمة النانوية (بالإنجليزية: Nanoimprint lithography)‏ وتنوعاتها المختلفة ومنها Step-and-Flash Imprint Lithography، LISA، و LADIمن تطبيقات تقنية الطباعة الحجرية النانوية الواعدة في مجال الزخرفة. كما يمكن وصل هذا الأسلوب مع تقنية الطباعة الحجرية بالاحتكاك (بالإنجليزية: contact printing)‏.
- إلا أن الطباعة الحجرية باستخدام المسبار الماسح  (بالإنجليزية: Scanning probe lithography)‏ تعد أيضاً تقانةً واعدةً في مجال الزخرفة على المستوى النانوي العميق. وعلى سبيل المثال، يمكن التلاعب بالذرات الفردية من خلال استخدام مجهار المسح النفقي (بالإنجليزية: scanning tunneling microscope)‏. مع ملاحظة أن الطباعة الحجرية بانغماس القلم (بالإنجليزية: Dip-Pen Nanolithography)‏ تعد أول تطبيقاً تجارياً متاحاً لتقنية الطباعة الحجرية باستخدام المسبار الماسح القائمة على مجهر القوة الذرية (بالإنجليزية: atomic force microscopy)‏.
- تمثل الطباعة الحجرية النانوية باستخدام مجهر القوة الذرية (بالإنجليزية: Atomic Force Microscopic Nanolithography)‏ تقنية زخرفة السطح الكيميميكانيكية والتي تستخدم مجهر القوة الذرية (بالإنجليزية: atomic force microscopy)‏.[3]
- تقوم الطباعة الحجرية المغناطيسية (بالإنجليزية: Magnetolithography)‏ على وضع حقل مغناطيسي على الركيزة باستخدام أقنعة أو أغطية معدنية متوازية المغناطيسية يطلق عليها «قناع أو غطاء مغناطيسي». حيث يحدد القناع المغناطيسي والذي يعد مثيلاً أو نظيراً للقناع الضوئي التوزيع المكاني وشكل المجال المغناطيسي الذي تم وضعه على الركيزة. في حين يمثل المكون الثاني جسيمات (حديدية ممغنطة) نانوية عالية الإنفاذية (نظير للمقاوم الضوئي) والتي يتم تجميعها على سطح الركيزة وفقاً للمجال الناجم عن القناع أو الغطاء المغناطيسي.

## طريقة «من أسفل إلى أعلى»
- تستخدم الطباعة الحجرية باستخدام الكرة النانوية (بالإنجليزية: Nanosphere lithography)‏ كرات الطبقات الأحادية ذاتية التجميع (بالإنجليزية: self-assembled monolayers)‏ (والتي غالباً ما تكون مصنعة من البوليسترين) كأقنعة التبخر. وقد استخدمت تلك الطريقة لتصنيع مصفوفات نقاط الذهب النانوية ذات الفراغات المضبوطة بدقة.

ومن المحتمل أن تسود طرق التجميع الذاتي الجزيئي (بالإنجليزية: molecular self-assembly)‏ كتقنية الطباعة الحجرية النانوية الأولية، وذلك بسبب التعقيد المتزايد باستمرار للطرق «من أعلى إلى أسفل» المسجلة بالأعلى. وهنا تم تطبيق استخدام التجميع الذاتي لخطوط الكثافة الأقل من 20 نانومتر عرضاً في ثقوب أو الخنادق الضخمة المزخرفة مسبقاً. إلا أن درجة البعد وضبط التأصيل بالإضافة إلى منع انبعاث الحرائق (بالإنجليزية:  lamella merging)‏ ما زالت في حاجةٍ إلى أن يتم دراستها لتصبح أسلوب زخرفةٍ فعالٍ. كما أن القضية الهامة والمرتبطة بحدة حافة الخط تم التركيز عليها أيضاً من قِبَل هذا الأسلوب.
هذا وتعد نماذج التموج ذاتية التموج ومصفوفات النقاط المشكلة من تشتت الشعاع الأيوني منخفض الطاقة صورةً أخرى للطباعة الحجرية النانوية بطريقة من أعلى إلى أسفل. ويتم إيداع الأسلاك البلازمونية  plasmonic والممغنطة بالإضافة إلى الجسيمات النانوية على تلك النمذج عبر استخدام التبخر المنحرف.

## اطلع أيضاً
- الطباعة الحجرية بالبصمة النانوية (بالإنجليزية: Nanoimprint lithography)‏
- الطباعة الحجرية بالاحتكاك (بالإنجليزية: contact printing)‏.
- زخرفة نانوية (بالإنجليزية: Nanopatterning)‏
- طباعة حجرية ضوئية (بالإنجليزية: Photolithography)‏
- طبعة حجرية ناعمة (بالإنجليزية: Photolithography)‏
- تصوير سائل (بالإنجليزية: Liquid imaging)‏
- (بالإنجليزية: LIGA)‏
- زخرفة بالحفر النانوي (بالإنجليزية: Patterning by etching at the nanoscale)‏
- طباعة نانوية مغناطيسية (بالإنجليزية: Magnetolithography)‏

## وصلات خارجية
- جورج كوستاس مركز أبحاث التقانة والتصنيع النانوي
- تسويق الطباعة الحجرية باستخدام البصمة النانوية (NIL)
- البطاعة الحجرية النانوية بجورجيا تيك
- منشأة أبحاث إلكترونيات النانو بجامعة كاليفورنيا بلوس أنجلوس
- الخواتم المطعمة نانوياً بجامعة الولاية بلويزيانا
- ليثو إديت (LithoEdit) بجامعة كامبردج والكلية الملكية بلندن
- دورة تدريبية قصيرة حول تصنيع الهياكل النانوية بمعهد ماساتشوستس للتكنولوجيا